# Schistocerca braziliensis
Schistocerca braziliensis is een rechtvleugelig insect uit de familie veldsprinkhanen (Acrididae). De wetenschappelijke naam van deze soort is voor het eerst geldig gepubliceerd in 1974 door Dirsh. Zoals de naam aangeeft, komt deze soort voor in Brazilië. 